# Joakim Noah
Joakim Simon Noah (nascut el 25 de febrer de 1985 a Nova York) és un jugador professional de bàsquet francès. Ha jugat a diferents equips de l'NBA i ha guanyat diversos premis. Mesura 2,11 metres i juga de pivot.

## Biografia
Ve d'una família de trajectòria esportista: el seu avi Zacharie Noah va ser un jugador camerunès de futbol professional que va desenvolupar la seva carrera a França i el seu pare és el conegut ex-tennista i cantant Yannick Noah, guanyador del Torneig de Roland Garros el 1983 .
La seva mare és Cécilia Rhode, que va ser Miss Suècia el 1978.

### Carrera esportiva

#### Institut
Noah va jugar a bàsquet a diversos instituts de l'entorn de Nova York i Nova Jersey, participant en alguns tornejos de carrer, on rebria el sobrenom de The Noble One (el de la noblesa), ja que algú havia sentit que era fill d'un famós tennista professional. En el seu últim any d'institut va guanyar el títol estatal, amb unes mitjanes de 24 punts i 12 rebots per partit.